# Slanci
Slanci (cyr. Сланци) – wieś w Serbii, w mieście Belgrad, w gminie miejskiej Palilula. W 2011 roku liczyła 1783 mieszkańców.